# Bernardí Tamames Alonso
Bernardí Tamames Alonso, més conegut per Berni Tamames (Lleida, 15 d'agost de 1973) és un jugador de bàsquet català.
Començà la seva etapa com a jugador a l'escola Maristes de Lleida. Més endavant fitxà pel F.C. Barcelona on jugà entre el primer equip i els filials fins a la temporada 1995-1996, any que va ser traspassat al Festina Andorra. Més endavant jugà a equips com el Gran Canaria i el Caja San Fernando, fins que va decidir tornar a Lleida per a jugar amb el Caprabo Lleida on finalitzà la seva carrera esportiva després de la temporada 2006-2007.
El Berni es caracteritza per ser un pívot molt dur. S'adapta a qualsevol sistema i compleix a la perfecció el paper que se li assigna en moments puntuals del partit. Sap moure's bé sota l'anella, a més de tancar el rebot defensiu, intimidar al contrari i resoldre amb contundència alguns atacs. L'entrega és la seva principal virtud. Aquestes coses han fet que es convertís en un dels jugadors més estimats per l'afició lleidatana.
En el seu palmarès esportiu destaquen diferents títols, com dos lligues catalanes guanyades amb el Caprabo Lleida i una lliga ACB guanyada amb el F.C. Barcelona
Finalment el 22 d'agost del 2007 a València rep un homenatge per part del Federació Espanyola de Bàsquet juntament amb altres sis històrics de la selecció espanyola abans del partit que enfrontava a les seleccions d'Espanya i Alemanya

## Trajectòria Esportiva
- Maristes Montserrat
- 1991-92 : F.C. Barcelona Junior
- 1992-93 : CB Cornellà F.C. Barcelona Banca Catalana
- 1993-94 : Llobregat Cornellà, F.C. Barcelona Banca Catalana
- 1994-95 : Llobregat Cornellà (EBA), F.C. Barcelona Banca Catalana
- 1995-96 : Festina Andorra
- 1996-97 : C.B. Gran Canaria (ACB)
- 1997-98 : C.B. Gran Canaria (ACB)
- 1998-99 : C.B. Gran canaria (ACB)
- 99-2000 : Canarias Telecom (ACB)
- 2000-01 : Caja san Fernando (ACB)
- 2001-02 : Caja san Fernando (ACB), Caprabo Lleida (ACB)
- 2002-03 : Caprabo Lleida (ACB)
- 2003-04 : Caprabo Lleida (ACB)
- 2004-05 : Plus Pujol Lleida (ACB)
- 2005-06 : Plus Pujol Lleida (LEB)
- 2006-07 : Plus Pujol Lleida (LEB)

## Palmarès
- Campió Lliga Catalana 2003 amb el Caprabo Lleida
- Campió Lliga Catalana 2002 amb el Caprabo Lleida
- Internacional amb la Selecció Nacional Universitària
- Campió de Lliga amb el F.C. Barcelona a la temporada 1994-95
- Medalla de Bronze amb la Selecció Nacional Universitària a la Universiada de Palma-99
- Campió d'Espanya Junior amb el F.C. Barcelona a la temporada 1991-92